# 水島地区
水島地区（みずしまちく）は、岡山県倉敷市水島地域にある地区である。水島支所管轄域の中心市街地や工業地帯が立地する、旧東高梁川河口部廃川地（連島江長・浦田分より南）とその南の干拓・埋立地からなるエリアで、狭義での水島にあたる。おおむね倉敷市立水島中学校区に相当する。
大半が住所表記上、大字に「水島」の名を冠している。

## 概要
明治から大正にかけて行われた高梁川の改修工事により廃川となった東高梁川の河口部（連島の江長地区以南）とその南側に生まれた干拓・埋立造成地からなる歴史の新しい地区である。かつての河口部にあたるエリアには市街地、干拓・埋立地にあたるエリアには水島臨海工業地帯の中核となる地区（同A・B・D地区）が造成されている。
また、倉敷水島産業道路及び古城池線が地区内を縦横断し、倉敷の東西南北を結ぶ交通要衝の地でもある。商店街・住宅・官公庁（水島支所・公民館・児童館・消防署・警察署・郵便局）・病院・公園・公私立幼稚園・保育園などの公共施設が多数集中。さらに町内ごとに遊園地も設置されている。

## 歴史
1925年に高梁川の大改修が完了し、それにより生まれた東高梁川の河口廃川地には広大な土地が生まれた。さらにその沖合も干拓され土地を広げていった。それらの新開地には、1941年の三菱重工業の航空機の疎開工場を建設、そして1943年9月に三菱重工業航空機製作所岡山工場が建設され、倉敷駅から東高梁川廃川地を通り同工場へ至る臨港鉄道（現・水島臨海鉄道）を敷設、さらに飛行場や揚陸施設が造成された。
1945年の再三の空襲で工場や周辺は破壊され工場の機能停止に陥るが、戦後に三菱自動車工業水島機器製作所（現・水島製作所）として再建され、水島工業地の草分けとなった。また旧製作所の跡地の一部では製塩業も行われ水島塩業ちう企業も建設された（のちに消滅）。
三菱重工業の建設により、周辺の河口廃川地には福利厚生施設などの企業関連施設も作られ厚生地帯とも称され、近隣には従業員を客層とした商店も立地するようになり、宅地も増加していく。
1946年から岡山県が主導し、連島・福田・本荘（児島）・乙島（玉島）の海岸・沖合一帯を干拓（一部埋立も行われた）する大事業が開始され、広大な陸地を造成した（戦時中に干拓されていた箇所もある）。一部では広域にわたって海底の土砂を掘り上げたので、大型船舶が自由に出入りする大規模な港湾（水島港）も建設された。干拓地はほぼ全面的に工業用地として払い下げ、1953年頃から有力企業が進出し始め、1955年より推進された工場誘致活動により企業が進出し、日本有数の工業地帯へと変貌した。その後も干拓・埋立は引き続き徐々に行われ区域を広げた。
水島港は、元は1941年の段階で建設が開始されていたが、空襲や敗戦の影響で中止となっていたものが、1948年に再度事業が開始されて完成したものである。1953年・1957年の2回にわたり拡張工事が行われ、1960年には玉島港を併合し水島港の玉島地区とし、さらに重要港湾としての指定を受ける。1967年には大型化の改良工事が完了、岡山県下最大の港湾となった。鉄鋼・輸送機械・化学薬品などをアジア・アメリカ・フランス・ベルギーなどへ輸出、原油・鉄鉱石・石炭・米・豆などを西アジア・南北アメリカ・アフリカ・オーストラリアなどから輸入している。
また河口廃川地は、三菱重工業進出時の関連施設（厚生地帯）や、それにあわせて立地した商店や宅地などがあったが、戦後になるとそれらを基盤にして本格的に市街地として計画的に街路が整備されるなどして発展し、宅地化・市街化が進行した。水島工業地帯の発展と共に人口が急激に増加、商店街も形成され百貨店や大型スーパーマーケットなども進出して活況を呈した。
工場の集積に伴い、大気や水質の汚染をはじめとする環境汚染が進行。周辺では多数の公害病患者が発生、また海洋汚染による漁業の衰退などが長年にわたり問題となった。

## 地名の由来
当地の名称の由来は水島灘である。
戦時中、東高梁川河口廃川地および干拓・埋立地に、ガス会社が設立された際「水島ガス」と社名を定めた。これは当時の横溝光暉岡山県知事が、将来的に新開地が開発されると周辺の地域名称が必要であることを考慮し、三宅千秋岡山県議会議員に地名選考を依頼し、同議員が福田出身で連島在住の画家・三宅蟻峯と協議し、新開地の元となった旧東高梁川が水島灘に注ぎ、また水島灘を干拓・埋立した地であることから「水島」の名を選定した。そしてその皮切りとして、また名称に対する世間の評判を試すためにガス会社の社名として使用した。
これに続く形で福田・連島両町の商工業者が、新開地に立地する三菱航空機製作所に物資供給を目的とする商業組合を組織し、同じく三宅議員に名称選定を依頼した。三宅議員は当時の岡山県の山口経済部長と協議し、前例に倣い「水島商業組合」と名称を定めた。
さらに、1943年には当地に立地していた三菱重工業航空機製作所岡山工場が同水島工場へ改称、次第に関連施設や関連企業にも水島の名が冠せられるようになる。その後、郵便局など周辺の施設・商店・事業所等にも水島の名を冠したものが増加し、いつしか新開地一帯の地域通称として水島と呼ばれるようになり、さらには工業地帯も同名称で呼ばれるようになったことで、より広範囲の人々に水島の名称が知られるようになった。
戦後、1951年に旧連島町内で区画整理事業が行われ、水島の名が住所表記として採用され、大字の一部その名を冠した。施設名や地域通称であった水島の名が、初めて行政上正式な地名となった。その後、1953年に福田・連島両町が旧倉敷市に編入すると、福田側にも水島を冠した住所表記がなされた。
新倉敷市発足から現在までの間に数度の地名変更が行われ現在に至っている。その過程で、市役所の水島支所が設置され、その管轄地域を広義の水島と呼ぶようになった。
水島灘の名称の由来は2説ある。現在の玉島南部にある山塊で元島嶼の柏島、あるいはその東側の乙島、もしくは両方一帯を指して古くは「水島」と呼んでいた。周辺を水島の海、海峡部を水島の瀬戸と呼んだ。これに由来するのが一つ目の説。源平の水島合戦はこの意味である。一方、もうひとつは現在の高梁川河口沖にある水島群島（上水島・下水島）に由来する説である。この群島の上水島には古くから山伏の伝承がある。
水島群島は現在水島地内に属するが、前述の通り水島の地名の由来としての直接的な由来ではない。

## 地域
大字・町丁に冠された水島の名は省略する。

### 市街地

#### 河口廃川地
相生町・東川町・東寿町・西寿町・東弥生町・西弥生町・東栄町・西栄町・東常盤町・西常盤町・東千鳥町・西千鳥町・北緑町・南緑町・北瑞穂町・南瑞穂町・北春日町・南春日町・北幸町・南幸町・青葉町・高砂町が該当する。

#### 福喜新開・高砂新開
北亀島町・南亀島町・明神町および高砂町の一部にあたる。後述の水島工業地帯D・A地区の北接地で、上記中心市街地の南西隣となる。工業地帯の一部にも含むこともある。明治末期から大正初期にかけて造成された干拓地で、北亀島町・南亀島町の区域は元は福喜新開、明神町の区域は高砂新開と称された（前述の高砂町の一部も高砂新開にあたる）。
宅地や商店、工場地帯関連企業が多く立地し、市街地の西端部とされるが、一部に工場や関連施設も立地しているため、工業地帯の一部とされることもある。

### 工業地帯

#### 福崎新開
福崎町・海岸通1-5丁目・中通1-4丁目からなり、水島工業地帯A地区にあたる。
明治末期から大正初期にかけての干拓地で、元は福崎新開と呼ばれた。かつての旧東高梁川河口と海域の境にあたる。
福崎町は、水島港の中枢地である。海岸通1-3丁目・中通1-3丁目にかけての一帯にかつて三菱重工業航空機製作所が立地した。海岸通3-4丁目・中通4丁目あたりにかけては、かつて飛行場があった。

#### 高梁川新開（東部）・新規埋立地
川崎通・西通1-2丁目からなり、水島工業地帯D地区にあたる。現在も一部埋立による造成が行われる。

#### 福田新開
大字に「水島」を冠さない地区で、水島工業地帯B地区にあたる。潮通1-3丁目からなる。事業所の立地の関係で松江3・4丁目や南畝4丁目も含むことがある。住所表記に水島を含まないのは、当地が福田地区にも含まれることも多いためである。

## 人口・世帯数
2012年9月末現在。
| 町字                                                | 世帯数 | 男性人口 | 女性人口 | 総人口 | 備考 |
| --------------------------------------------------- | ------ | -------- | -------- | ------ | ---- |
| 水島海岸通1丁目                                     | 3      | 4        | 2        | 6      |      |
| 水島海岸通2丁目                                     | 0      | 0        | 0        | 0      |      |
| 水島海岸通3丁目                                     | 0      | 0        | 0        | 0      |      |
| 水島海岸通4丁目                                     | 0      | 0        | 0        | 0      |      |
| 水島海岸通5丁目                                     | 0      | 0        | 0        | 0      |      |
| 水島川崎通1丁目                                     | 126    | 133      | 152      | 285    |      |
| 水島中通1丁目                                       | 1      | 0        | 1        | 1      |      |
| 水島中通2丁目                                       | 0      | 0        | 0        | 0      |      |
| 水島中通3丁目                                       | 0      | 0        | 0        | 0      |      |
| 水島中通4丁目                                       | 0      | 0        | 0        | 0      |      |
| 水島福崎町                                          | 21     | 18       | 14       | 32     |      |
| 水島西通1丁目                                       | 10     | 11       | 7        | 18     |      |
| 水島西通2丁目                                       | 0      | 0        | 0        | 0      |      |
| 水島東千鳥町                                        | 104    | 83       | 104      | 187    |      |
| 水島西千鳥町                                        | 308    | 247      | 317      | 564    |      |
| 水島相生町                                          | 269    | 315      | 320      | 635    |      |
| 水島東常盤町                                        | 186    | 169      | 189      | 358    |      |
| 水島西常盤町                                        | 172    | 181      | 160      | 341    |      |
| 水島東栄町                                          | 112    | 113      | 109      | 222    |      |
| 水島西栄町                                          | 210    | 205      | 196      | 401    |      |
| 水島東弥生町                                        | 180    | 175      | 215      | 390    |      |
| 水島西弥生町                                        | 217    | 213      | 238      | 451    |      |
| 水島東寿町                                          | 188    | 188      | 64       | 252    |      |
| 水島西寿町                                          | 67     | 93       | 86       | 179    |      |
| 水島東川町                                          | 171    | 185      | 186      | 371    |      |
| 水島南緑町                                          | 175    | 170      | 196      | 366    |      |
| 水島北緑町                                          | 111    | 109      | 101      | 210    |      |
| 水島南瑞穂町                                        | 216    | 212      | 222      | 434    |      |
| 水島北瑞穂町                                        | 119    | 141      | 121      | 262    |      |
| 水島南春日町                                        | 170    | 199      | 197      | 396    |      |
| 水島北春日町                                        | 178    | 168      | 201      | 369    |      |
| 水島南幸町                                          | 419    | 399      | 213      | 612    |      |
| 水島北幸町                                          | 6      | 1        | 5        | 6      |      |
| 水島青葉町                                          | 143    | 194      | 126      | 320    |      |
| 水島高砂町                                          | 59     | 55       | 17       | 72     |      |
| 水島明神町                                          | 134    | 154      | 136      | 290    |      |
| 水島南亀島町                                        | 292    | 293      | 264      | 557    |      |
| 水島北亀島町                                        | 363    | 371      | 306      | 677    |      |
| 合計                                                | 4730   | 4799     | 4465     | 9264   |      |
| （以下は、隣接地域だが、 当地に含まれることもある） |        |          |          |        |      |
| 松江4丁目                                           | 23     | 28       | 26       | 54     | 福田 |
| 潮通1丁目                                           | 0      | 0        | 0        | 0      | 福田 |
| 潮通2丁目                                           | 0      | 0        | 0        | 0      | 福田 |
| 潮通3丁目                                           | 0      | 0        | 0        | 0      | 福田 |
| 神田1丁目                                           | 462    | 506      | 441      | 947    | 連島 |
| 神田2丁目                                           | 363    | 418      | 403      | 821    | 連島 |
| 神田3丁目                                           | 529    | 629      | 639      | 1268   | 連島 |
| 神田4丁目                                           | 236    | 274      | 257      | 531    | 連島 |
| 上記を含めた総計                                    | 6343   | 6654     | 6231     | 12885  |      |

## 郵便番号
全域が水島郵便局管区となる。
- 水島海岸通 - 712-8071
- 水島川崎通 - 712-8074
- 水島中通 - 712-8072
- 水島福崎町 - 712-8056
- 水島西通 - 712-8073
- 水島東千鳥町 - 712-8057
- 水島西千鳥町 - 712-8065
- 水島相生町 - 712-8039
- 水島東常盤町 - 712-8058
- 水島西常盤町 - 712-8059
- 水島東栄町 - 712-8033
- 水島西栄町 - 712-8034

- 水島東弥生町 - 712-8035
- 水島西弥生町 - 712-8036
- 水島東寿町 - 712-8037
- 水島西寿町 - 712-8038
- 水島東川町 - 712-8021
- 水島南緑町 - 712-8023
- 水島北緑町 - 712-8022
- 水島南瑞穂町 - 712-8026
- 水島北瑞穂町 - 712-8027
- 水島南春日町 - 712-8025
- 水島北春日町 - 712-8024

- 水島南幸町 - 712-8063
- 水島北幸町 - 712-8062
- 水島青葉町 - 712-8064
- 水島高砂町 - 712-8066
- 水島明神町 - 712-8003
- 水島南亀島町 - 712-8004
- 水島北亀島町 - 712-8005
- 隣接地であるが、水島に含まれることもある地域
  - 松江4丁目 - 712-8052
  - 潮通 - 712-8054　　　　
  - 神田 - 712-8061

## 学区
※住所表記の水島は略する
小学校区
東川町・北緑町・南緑町・北春日町・南春日町・北幸町・南幸町・北瑞穂町・南瑞穂町は、水島小学校区。東常盤町・西常盤町・東千鳥町・西千鳥町・福崎町・青葉町・高砂町・明神町・南亀島町・北亀島町・海岸通1-5丁目・中通1-4丁目・西通1-2丁目は、第五福田小学校区。相生町・東寿町・西寿町・東弥生町・西弥生町・東栄町・西栄町は、第四福田小学校区。潮通1-3丁目は、第一福田小学校区となる。
中学校区
全域が水島中学校区となる、ただし潮通1-3丁目のみは、福田南中学校区となる。

## 沿革
- 1903年（明治36年） - 上水島に精錬所が建設される。
- 1907年（明治40年） - 高梁川改修工事が着工される。
- 1913年（大正2年） - 福喜新開・高砂新開の干拓工事が竣工する。
- 1925年（大正14年） - 高梁川改修工事が竣工し、東高梁川が廃川となる。
- 1941年（昭和16年） - 三菱重工業が航空機の疎開工場を建設。
- 1943年（昭和18年） - 福崎新開の干拓工事が竣工する。
- 1943年（昭和18年）9月 - 旧河口廃川地と福崎新開の一部に三菱重工業航空機製作所岡山工場（後に水島工場へ改称）が開業する。
- 1945年（昭和20年）4月25日 - 水島上空にアメリカ軍戦闘機B29数機が来襲する。
- 1945年（昭和20年）5月6日 - アメリカ軍戦闘機グラマン3機による空中からの銃撃が行われる。
- 1945年（昭和20年）6月22日 - アメリカ軍戦闘機B29数機による大規模空襲が行われ、三菱製作所の機能停止をはじめ甚大な被害を受ける。
- 1945年（昭和20年）11月15日 - 三菱重工業航空機製作所水島工場が三菱自動車工業へ移管され、同水島機器製作所（現・水島製作所）に改称し家庭向機器製作工場として再稼働する。
- 1946年（昭和21年） - 水島・玉島沖の干拓・埋立事業が着工される。また同時に水島港の造成にも着工（のち中断）。
- 1946年（昭和21年）6月29日 - 三菱自動車工業水島製作所がオート三輪「みずしま」の生産を開始する。
- 1947年（昭和22年） - 高梁川新開・福田沖新開・宇野津新開が造成される。
- 1948年（昭和23年） - 中断されていた水島港の造成工事が再開。
- 1950年（昭和25年） - 企業再建整備計画が岡山県によって実施され、以降順次、三菱より岡山県へ土地が払い下げられる（のちの水島臨海工業地帯A地区となる）。
- 1953年（昭和28年） - 水島港の改修・拡張工事が行われる。また同年、水島地区を有する浅口郡連島町・児島郡福田町の2町が旧倉敷市へ編入合併する。
- 1954年（昭和29年） - 水島警察署・水島消防署が設置される。
- 1955年（昭和30年） - 水島臨海工業地帯の企業誘致が始まる。
- 1957年（昭和32年） - 水島港の改修・拡張工事が行われる。
- 1960年（昭和35年） - 水島港に玉島港が併合され、同玉島地区となる。また、重要港湾に指定される。
- 1967年（昭和42年） - 水島港の大規模な改修・拡張工事が行われる。
- 1970年（昭和45年）2月 - かつての三菱重工業鉄道の路線を元にした水島臨海鉄道が開業する。
- 1992年（平成4年） - 水島臨海鉄道水島本線の高架化が完成する。

## 地勢
前述の通り、ほぼ全てが廃川地・干拓地・埋立地であるため、当地全域にわたって平地部である。
当地西部の連島地区との境界に亀島山という丘があるが、亀島山自体は連島に属する。また、当地東部の福田地区との境界には王島山という丘があるが、これも同様に福田地区に属している。
また、水島沖合には、上水島・下水島や網代諸島などの島嶼（いずれも無人島）があるが、いずれも住所表記上は水島川崎通であり当地区の一部という扱いである。

## 産業
前述の通り、水島臨海工業地帯の中枢を占め、関連企業も多いことから工業が当地の主産業である。また、市街地を形成しており商業も盛んであり、商店街や歓楽街も形成されている。しかし、近年の郊外化や不況の影響により、商店街・歓楽街は徐々に衰退傾向である。なお、農地はほとんど見られない。

## 主要施設
※住所表記の水島は略する
行政施設
- 倉敷市役所水島支所 - 北幸町
- 水島警察署 - 北幸町
- 水島消防署 - 北幸町
- 水島港湾合同庁舎 - 福崎町
- 水島勤労福祉センター - 明神町
- 亀島配水場 - 南亀島町

教育・福祉施設
- 倉敷市立水島小学校 - 北春日町
- 倉敷市立第五福田小学校 - 西千鳥町
- 倉敷市立水島中学校 - 北幸町
- 倉敷市立第五福田幼稚園 - 東千鳥町
- 水島幼稚園 - 北幸町
- 慈愛幼稚園 - 南幸町
- 倉敷市立水島保育園 - 南春日町
- 倉敷市立第五福田保育園 - 東千鳥町
- 小ざくら保育園 - 北幸町
- 親和保育園 - 南亀島町
- 倉敷朝鮮初中級学校 - 北緑町
- 水島公民館 - 北幸町
- 水島児童館 - 北幸町

郵便局
- 水島郵便局 - 北幸町
- 青葉町郵便局 - 青葉町

医療施設
- 健寿協同病院 - 北春日町
- 水島歯科医院 - 南春日町
- 水島協同病院 - 南春日町
- 水島中央病院 - 青葉町
  - 廃院：三菱水島病院 - 高砂町

金融機関
- 中国銀行水島支店 - 西弥生町
- トマト銀行水島支店 - 西栄町
- 百十四銀行水島支店 - 西常盤町
- 広島銀行水島支店 - 西栄町
- 水島信用金庫本店 - 西常盤町
- 朝銀西信用組合倉敷支店 - 北緑町

企業事業所
- 水島臨海鉄道本社 - 東栄町
- 明治屋海上事業本部水島営業所 - 西弥生町
- アイシン精機岡山出張所 - 東川町

商業施設
- ニシナ百貨店本店 - 東常盤町
- イオンタウン水島ショッピングセンター - 高砂町
- 水島商店街

宿泊施設
- 倉敷ビジネスホテル水島（旧 ホテル48） - 南幸町
- スーパーホテルCity倉敷 - 西栄町
- ホテルナンカイ倉敷 - 西千鳥町
- ホテル水島海員会館（エスカル） - 東千鳥町

文化・スポーツ施設
- 倉敷市環境交流スクエア（水島愛あいサロン） - 東千鳥町
- 水島武道館 - 青葉町
- 倉敷市立水島図書館 - 青葉町
- 水島中央公園 - 青葉町
  - 市営グラウンド
  - 市営プール
  - 市営テニスコート
- 寿町公園 - 東寿町
- 水島緑地 - 明神町

神社仏閣
- 水島寺 - 南幸町
- 水島神社 - 南春日町

## 交通
鉄道
- 水島臨海鉄道水島本線：弥生駅 - 栄駅 - 常盤駅 - 水島駅

道路
- 国道430号
- 岡山県道188号水島港線
- 岡山県道398号水島港唐船線
- 岡山県道428号倉敷西環状線
- 倉敷市道駅前古城池霞橋線